# Saranthe leptostachya
Saranthe leptostachya är en strimbladsväxtart som först beskrevs av Eduard August von Regel och Friedrich August Körnicke, och fick sitt nu gällande namn av August Wilhelm Eichler. Saranthe leptostachya ingår i släktet Saranthe och familjen strimbladsväxter. Inga underarter finns listade.